# Sint-Lambertuskerk (Veldwezelt)

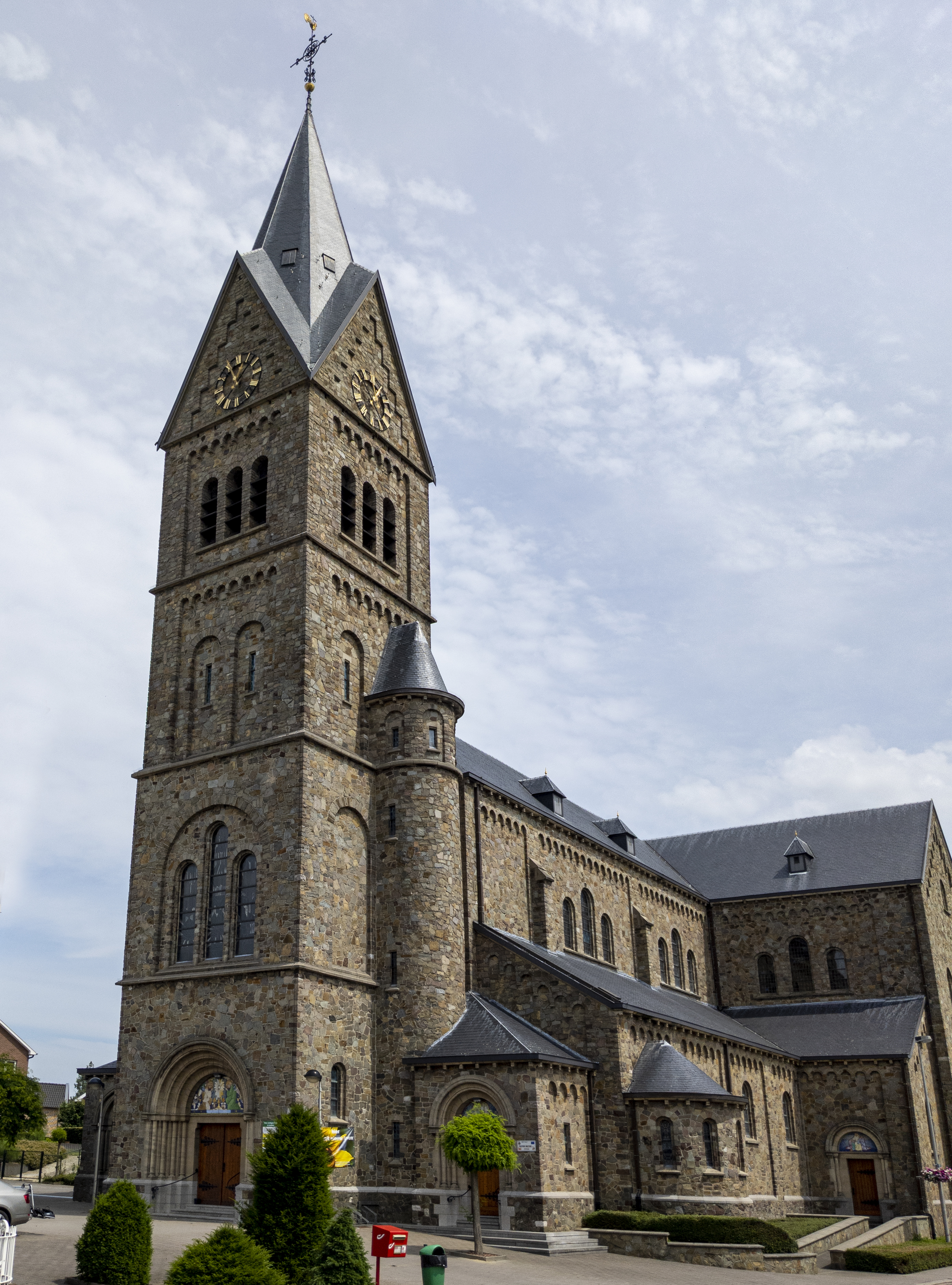
Sint-Lambertuskerk

De Sint-Lambertuskerk is de parochiekerk van Veldwezelt, gelegen aan Berenhofstraat 2 en toegewijd aan Lambertus van Maastricht.

## Geschiedenis
De parochie van Veldwezelt is al oud. Mogelijk heeft er al sinds de 6e eeuw een primitieve kerk gestaan. In elk geval werd er vlak voor 1777 een nieuwe kerk gebouwd, die oogde als een classicistisch bouwwerk. De kerk werd echter na verloop van tijd te klein bevonden. Tot 1935 werd de kerk gebruikt, waarna de nieuwe, huidige kerk in gebruik werd genomen.
Tijdens de Tweede Wereldoorlog werd de kerk beschadigd, omdat er in de onmiddellijke nabijheid twee bommen vielen. In 1945 werd het gebouw weer hersteld.

## Gebouw
Het betreft een neoromaanse kruisbasiliek, gebouwd van 1933-1936. De kerk werd opgetrokken in breuksteen en afgewerkt met hardsteen. De vier geledingen tellende, vierkante toren heeft een ingesnoerde overhoekse spits, gedekt met leien.
De preekstoel uit 1935 is vervaardigd uit witte steen. In 1960 werd het huidige doopvont geplaatst. Het hoogaltaar is uit marmer en brons gemaakt.
Het orgel is een Séverin-Pereboom & Leyser-orgel. Andries Séverin was een beroemd 17e-eeuws orgelbouwer, van wie slechts drie orgels bewaard zijn gebleven.

## Galerij

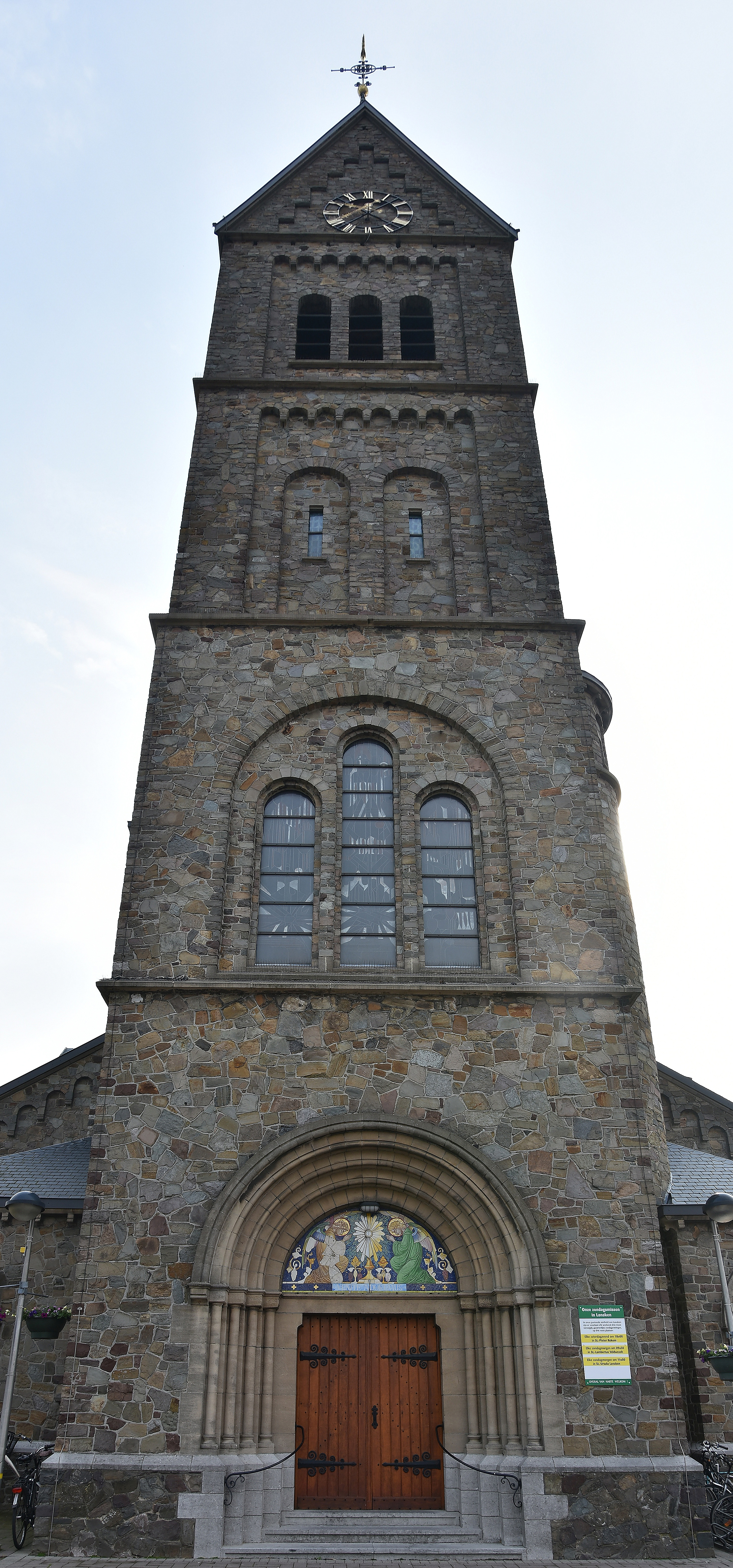
De kerktoren
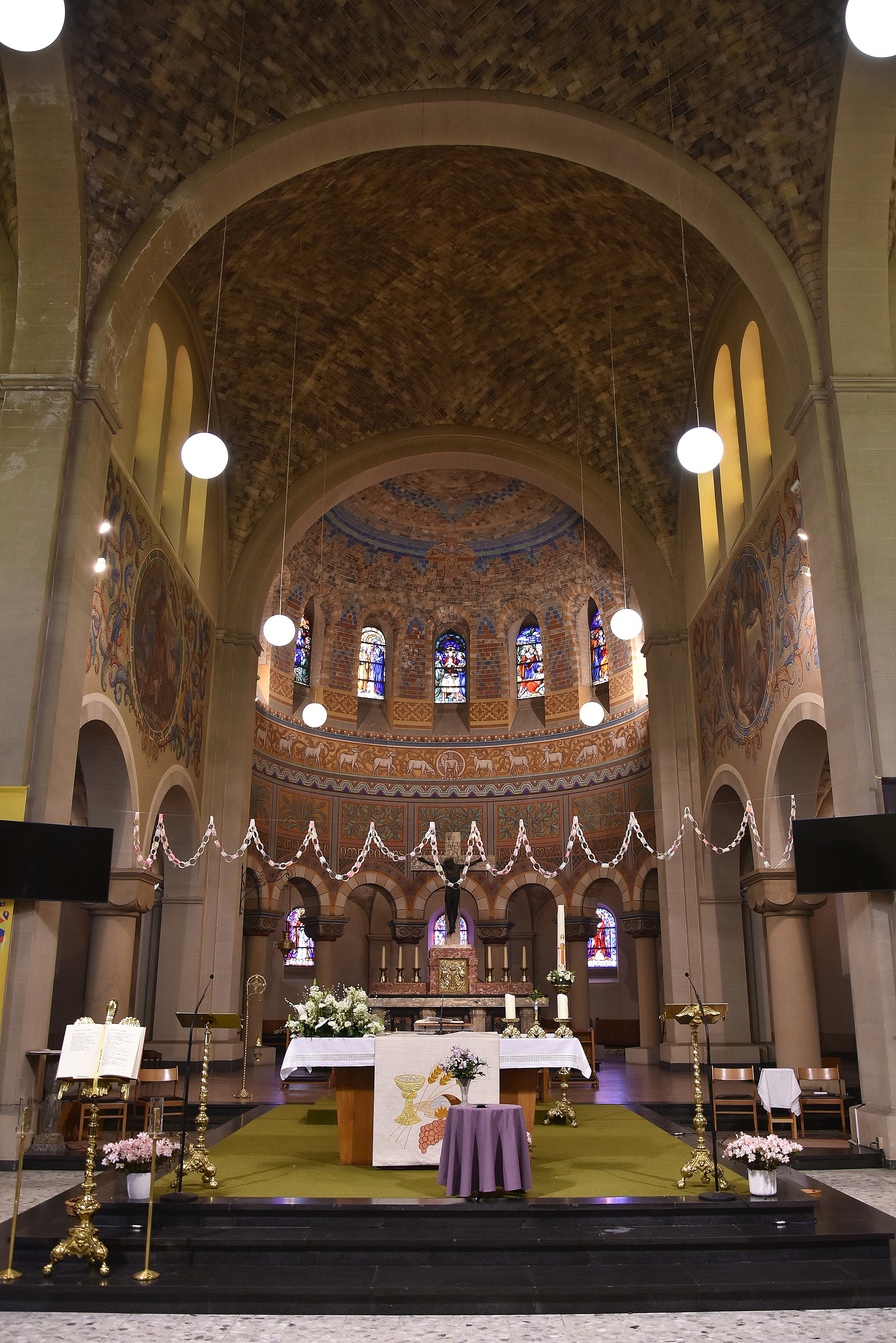
Het priesterkoor
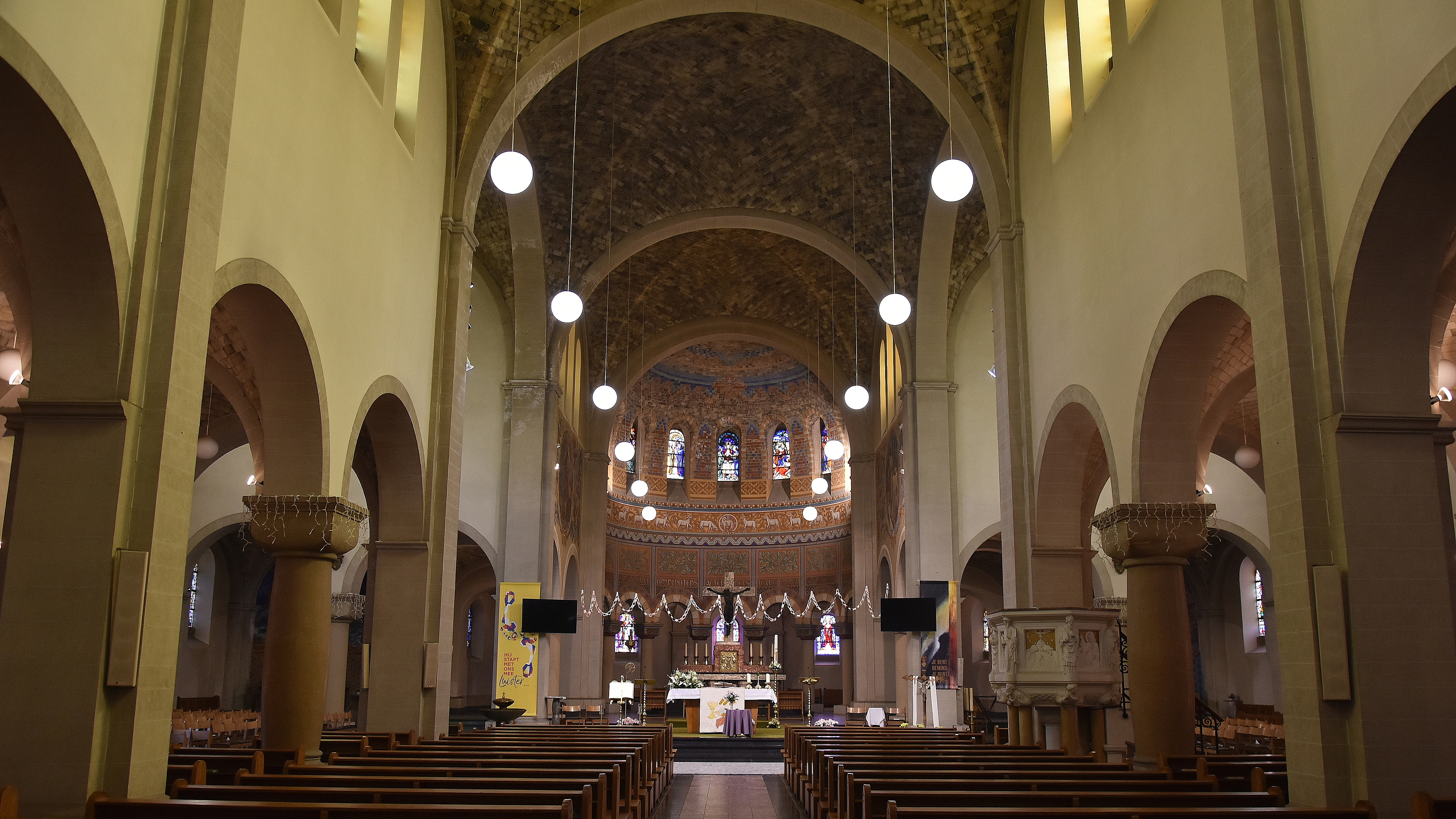
Het kerkschip